# Iryna Čunichovs'ka
Iryna Volodymyrivna Čunichovs'ka (in ucraino Ірина Володимирівна Чуниховська?; 16 luglio 1967) è un'ex velista ucraina, fino al 1991 sovietica.

## Palmarès

### Olimpiadi
- 1 medaglia:
  - 1 bronzo (Seul 1988 nella classe 470)